# 霍巴赫河 (魯爾河支流)
51°26′13″N 6°52′06″E / 51.4368671°N 6.8682478°E

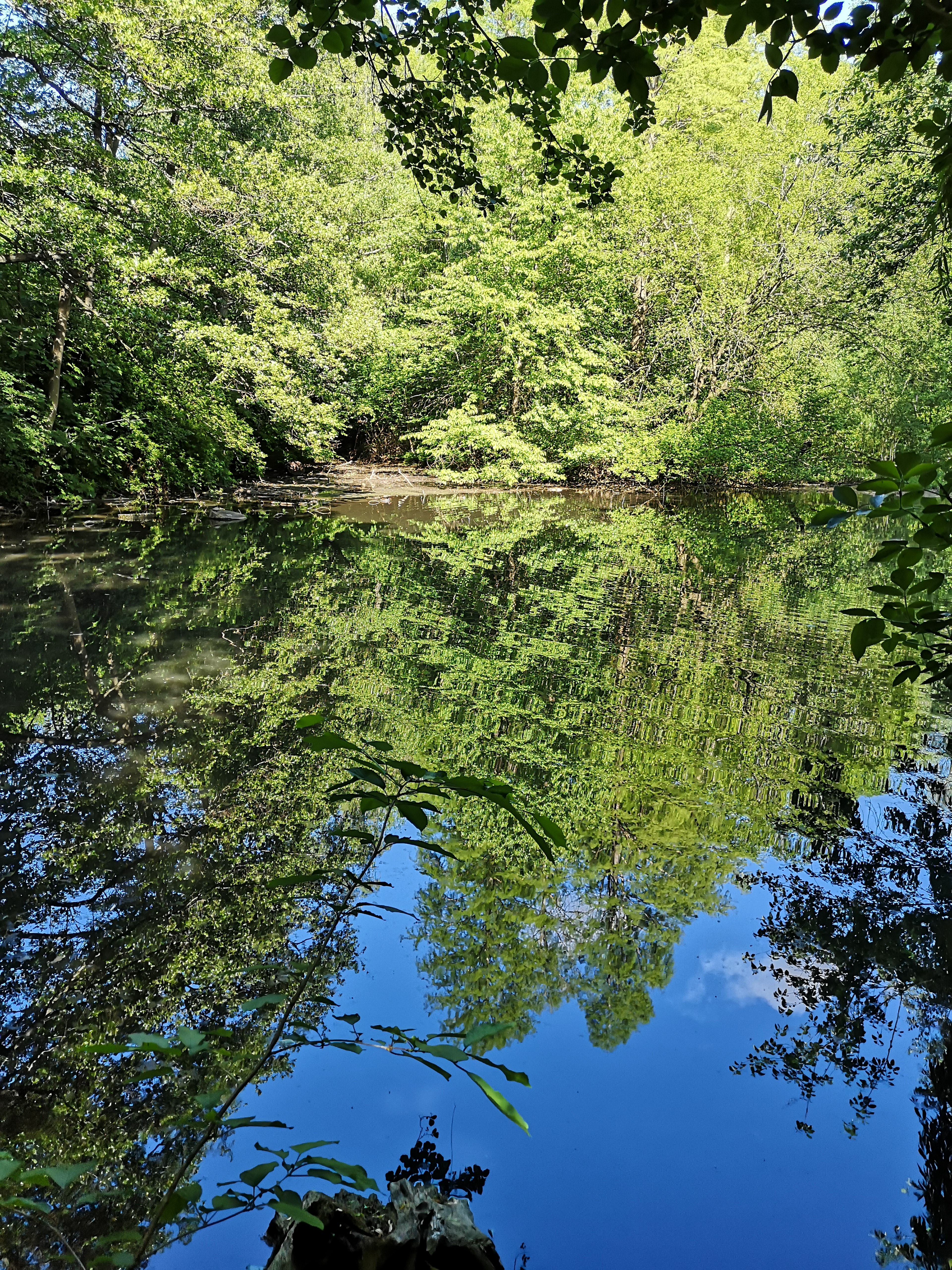

霍巴赫河（德語：Horbach），是德國的河流，位於該國西部，處於北萊茵-威斯特法倫州，屬於魯爾河的右支流，河道全長2.9公里，河畔城鎮有魯爾河畔米爾海姆。